# سنترال تلگراف
سنترال تلگراف (روسی: Центральный телеграф) شرکت مخابرات روسی است، که در سال ۱۸۵۲ تأسیس شد.